# Code foncier rural
Le Code foncier rural de Côte d'Ivoire est l'appellation communément donnée aux textes régissant le droit foncier dans ce pays. Cette dénomination concerne en particulier, la loi relative au domaine foncier rural modifiée, les décrets et arrêtés d'application de cette loi ainsi que la loi instituant un fonds de développement agricole. 
La question foncière reste controversée en Côte d'Ivoire. Toutefois, l'Accord de Linas-Marcoussis estime que la loi relative au domaine foncier rural et votée à l'unanimité par le Parlement ivoirien « constitue un texte de référence dans un domaine juridiquement délicat et économiquement crucial ».